# ريال جيان
ريال جَيَّانَ (بالإسبانية: Real Jaén Club de Fútbol)‏، هو نادي كرة قدم في إسبانيا تأسس في 1929 يقع في مدينة جيان في إقليم الأندلس. يلعب في دوري الدرجة الثالثة الإسباني.

## الألقاب
- الدوري الإسباني الدرجة الثانية

البطل (2) : 1952–53 ، 1955–56
- الدوري الإسباني الدرجة الثانية ب

البطل (2) : 1995–96 ، 2012–13
- الدوري الإسباني الدرجة الثالثة

البطل (6) : 1951–52 ، 1964–65 ، 1966–67 ، 1975–76 ، 1987–88 ، 2018–19.
- كأس الاتحاد

البطل (2) : 1951-52 ، 2008-09

## وصلات خارجية
- الموقع الرسمي